# TRPC1
TRPC1 (англ. Transient receptor potential cation channel subfamily C member 1) — белок, который кодируется одноимённым геном. Относится к ионным каналам.

## Функции
TRPC1 представляет собой ионный канал, расположенный на плазматической мембране многих типов клеток человека и животных. Это неспецифический катионный канал, что означает, что через него могут проходить ионы натрия и кальция. Считается, что TRPC1 опосредует поступление кальция в ответ на истощение запасов кальция в эндоплазме или активацию рецепторов, связанных с системой фосфолипазы С. В клетках HEK 293 унитарная вольт-амперная характеристика эндогенных каналов TRPC1 почти линейна с крутизной проводимости около 17 пСм. Экстраполированный реверсивный потенциал каналов TRPC1 составляет +30 мВ. Белок TRPC1 широко экспрессируется в головном мозге млекопитающих и имеет такой же кортиколимбический паттерн экспрессии, что и TRPC4 и TRPC5. Самая высокая плотность белка TRPC1 обнаружена в боковой перегородке, области с плотной экспрессией TRPC4, а также в гиппокампе и префронтальной коре, областях с высокой экспрессией TRPC5.

## История
TRPC1 был первым идентифицированным каналом с транзиторным рецепторным потенциалом млекопитающих. В 1995 году он был клонирован, когда исследовательские группы, возглавляемые Крейгом Монтеллом и Лутцем Бирнбаумером, искали белки, похожие на канал TRP у дрозофилы. Вместе с TRPC3 они стали членами-основателями семейства ионных каналов TRPC

## Взаимодействие
TRPC1 взаимодействует с:
- HOMER3,[7]
- PKD2,[8]
- RHOA[9]
- TRPC3,[10][11]
- TRPC4,[10][12] и
- TRPC5.[10][12]